# Велике Ямашево
Велике Яма́шево (рос. Большое Ямашево, чув. Мăн Ямаш) — село у складі Аліковського району Чувашії, Росія. Входить до складу Шумшеваського сільського поселення.
Населення — 258 осіб (2010; 303 у 2002).
Національний склад:
- чуваші — 99 %